# Chas Chandler
Bryan James "Chas" Chandler  (Newcastle-upon-Tyne, Inglaterra, 18 de diciembre de 1938-Newcastle, 17 de julio de 1996) fue un músico y productor musical inglés. Se hizo conocido como el bajista original de The Animals. También fue el mánager de Slade y Jimi Hendrix, sobre quien fue entrevistado regularmente hasta su muerte en 1996.

## Biografía
Chandler nació en Newcastle-upon-Tyne (Inglaterra). Empezó su carrera como bajista en un trío con Alan Price. Con la incorporación de Eric Burdon (voz), John Steel (batería) y Hilton Valentine (guitarra), en 1964 se formó el grupo llamado The Animals, que se convirtió en uno de los conjuntos más exitosos e influyentes de Gran Bretaña en la década de los 60. Entre sus éxitos se pueden destacar "Don't Let Me Be Misunderstood" y "Baby Let Me Take You Home" (1964) y, evidentemente, "House of the rising sun" (1964), sin duda, una de las canciones que forman parte ya de la historia del rock. Son conocidas también sus líneas de bajo y la introducción en los riffs de "We Gotta Get Out of This Place" y "It's My Life". En la última gira americana de The Animals (julio de 1966), Chandler oye tocar a Jimi Hendrix con su grupo Jimmy James and the Blue Flames en el café "Wha!" de Greenwich Village. Elemento importante para dar un giro de tuerca a la vida de Jimi Hendrix y a la del propio Chas Chandler. 
Tras la separación del grupo en 1967, Chas Chandler se convirtió en mánager y productor musical. Sin duda, su primer y gran descubrimiento para la música fue ser productor de Jimi Hendrix. Después de su primer encuentro en Nueva York, ambos viajaron a Inglaterra donde Chandler fue el gran valedor del genial guitarrista en Gran Bretaña. El ahora productor se dedicó a buscar acompañantes a Hendrix hasta encontrar a Mitch Mitchell y Noel Redding, futuros batería y bajista respectivamente de la The Jimi Hendrix Experience y produce los dos primeros discos de la banda "Are You Experienced?" (mayo de 1967) y "Axis: Bold as Love" (diciembre de 1967). Pero las riñas en el seno de la banda y los abusos de alcohol y sustancias prohibidas de Hendrix, hacen que Chandler se desvincule de la banda en noviembre del 1968. 
A partir de entonces, Chandler siguió produciendo a otras bandas, destacando en especial la del popular grupo inglés de rock Slade durante 12 años (del 1969 al 1981). Durante ese tiempo también Chandler compró los IBC Studios y lanzó la discográfica Barn Records.
Chas Chandler murió en Newcastle en 1996 producto de un aneurisma de aorta, días después de concluir la "performance" de su último espectáculo. Tenía 57 años.